# Мюре, Жан-Батист
Жан-Бати́ст Мюре́ (фр. Jean-Baptiste Muret; 1795, Версаль — 6 февраля 1866, Париж) — французский рисовальщик, книжный иллюстратор и музейный работник.

## Биография
Жан-Батист Мюре родился в Версале в 1795 году. О ранних годах его жизни и полученном им образовании ничего не известно. Впервые упоминается в качестве одного из рисовальщиков, работавших над подготовкой к публикации изображений коллекции древностей, собранных бароном Домиником Виван-Деноном. Работа продолжалась с 1816 по 1820 год, Мюре подготовил около 30 изображений из 315 опубликованных. Также до 1830 года подготовил гравюры для нескольких книг: гравюры для издания «Фауста» Гёте по рисункам Морица Ретча, литографии произведений Ораса Верне и Энгра. Он продолжал работать над книжными иллюстрациями и позднее, однако сейчас их невозможно точно определить, поскольку в те времена они не подписывались художниками.
В 1830 году Дезире Рауль-Рошетт, хранитель парижского Кабинета медалей пригласил Мюре в качестве рисовальщика для документирования новых поступлений — он проработает там вплоть до своей смерти в 1866 году. По всей видимости, такое приглашение было связано с политикой Рауль-Рошетта в 1830—1840-х годах по активному приобретению новых экспонатов для Кабинета медалей и необходимости их каталогизации и систематизации. Дошедшие до нас изображения, однако, несколько отличаются от поставленных целей: конечно, они отображают большую часть предметов из собрания Кабинета медалей (хотя не все), но часто представляют собой лишь один ракурс предмета (хотя иногда ракурсов и несколько) и дополнены изображениями иных аналогичных объектов из иных государственных или частных собраний. Также Мюре не ограничивался рисунками — он часто изготавливал слепки с монет или гемм. С конца 1840-х годов он также занимался созданием каталожных карточек (сохранилось около 5000 карточек, заполненных его рукой). Наконец, в обязанности Мюре входило принятие посетителей и проведение для них экскурсий.

## «Сборник древних памятников»
1986 листов с рисунками около 8000 предметов под общим названием «Сборник древних памятников» (фр. Recueil des monuments antiques) были приобретены после смерти Жана-Батиста Мюре у его сына Эрнеста. Листы хранились в 20 папках, которые в 1882 году были объединены в 11 томов и опубликованы. Тома не содержат никакой индексации и даже классификации, что делает затруднительным работу с ними. Неизвестно, были ли материалы классифицированы по какому-то неясному принципу самим Мюре или кем-то ещё после его смерти. Рисунки обычно выполнены графитом, реже — тушью; часто раскрашены гуашью или акварелью. Рисунки сделаны с большой тщательностью и вниманием к деталям.
Иногда на листе изображён лишь один объект, но чаще — серия из нескольких однотипных или относящихся к одной теме предметов — например, лист с ювелирными изделиями или мифологический лист. На лицевой стороне почти никогда не содержится никаких надписей, описание помещается на обратную сторону листа и выполнено в карандаше в нижней части листа. Описания имеются далеко не везде: так, во 2 томе из 1200 предметов лишь для 644 есть описания. Однако, когда описания имеются, они являются в высшей степени точными и подробными: содержатся данные об условиях приобретений, о коллекции, об истории предмета в том виде, как это представлялось во время жизни Мюре.
На некоторых листах изображено несколько объектов, иногда — только один, причём иногда он расположен сбоку листа, что позволяет предположить планировавшееся автором дополнение в оставленном пустом месте. На листах с несколькими объектами они обычно расположены симметрично, по принципу круга или решётки. Размеры изображённых предметов или какая бы то ни было шкала никогда не указаны. Предметы, прибывшие в коллекцию музея в повреждённом состоянии, часто дополнены контурами недостающих фрагментов до первоначального состояния, как оно представлялось художнику.

## Галерея

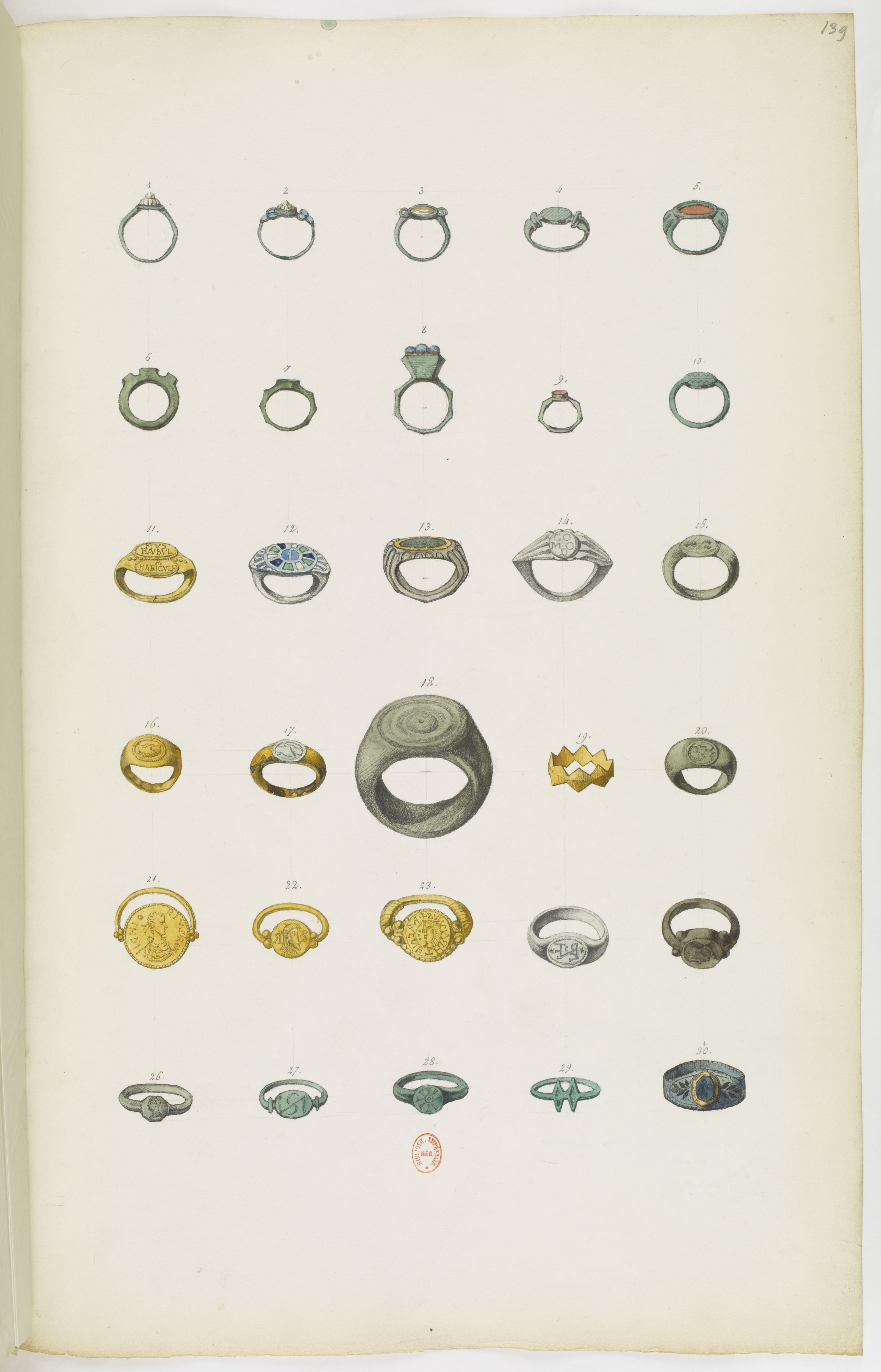
Том 2, лист 139. Перстни
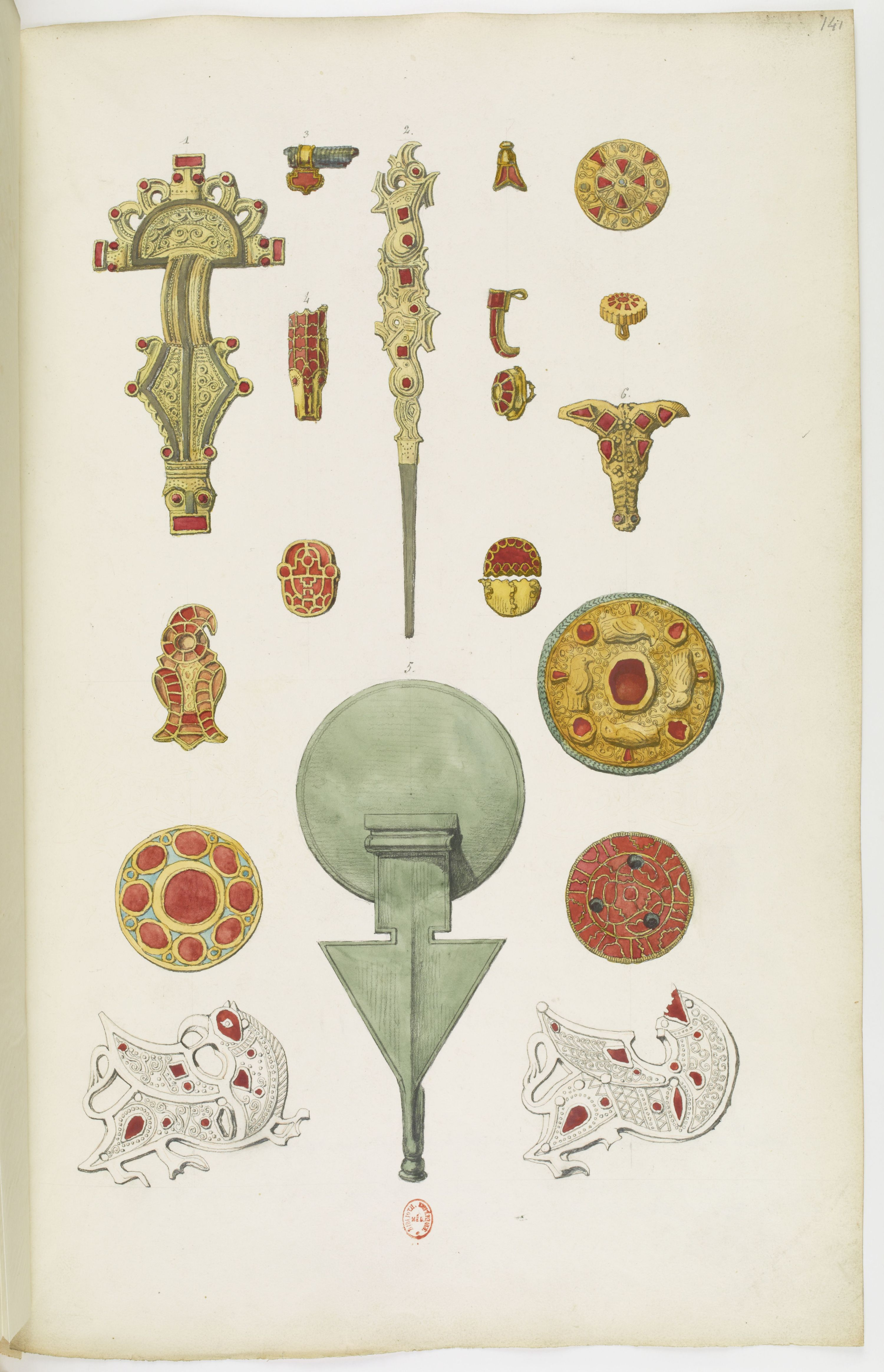
Том 2, лист 141. Фибулы
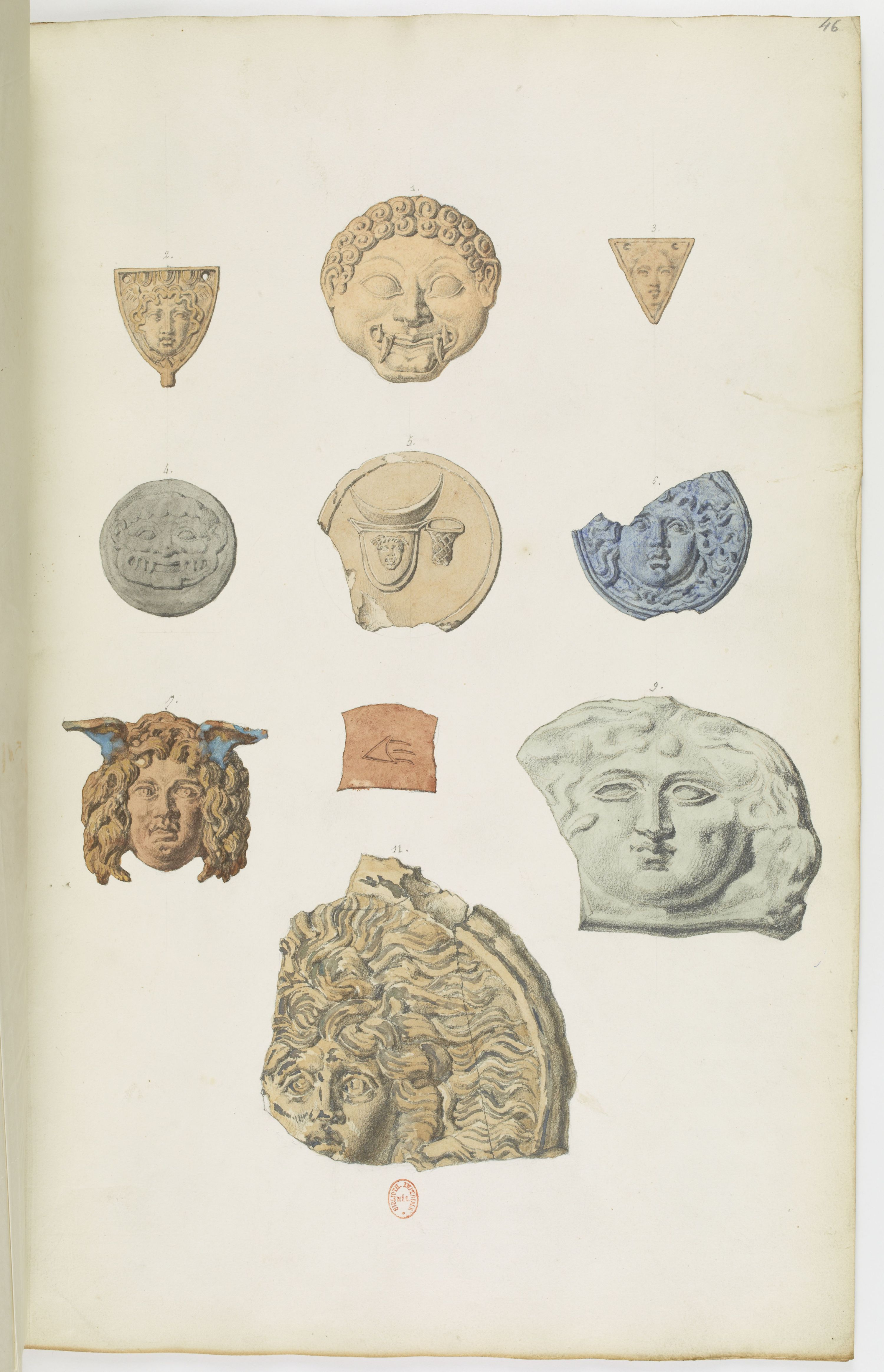
Том 2, лист 46. Медуза
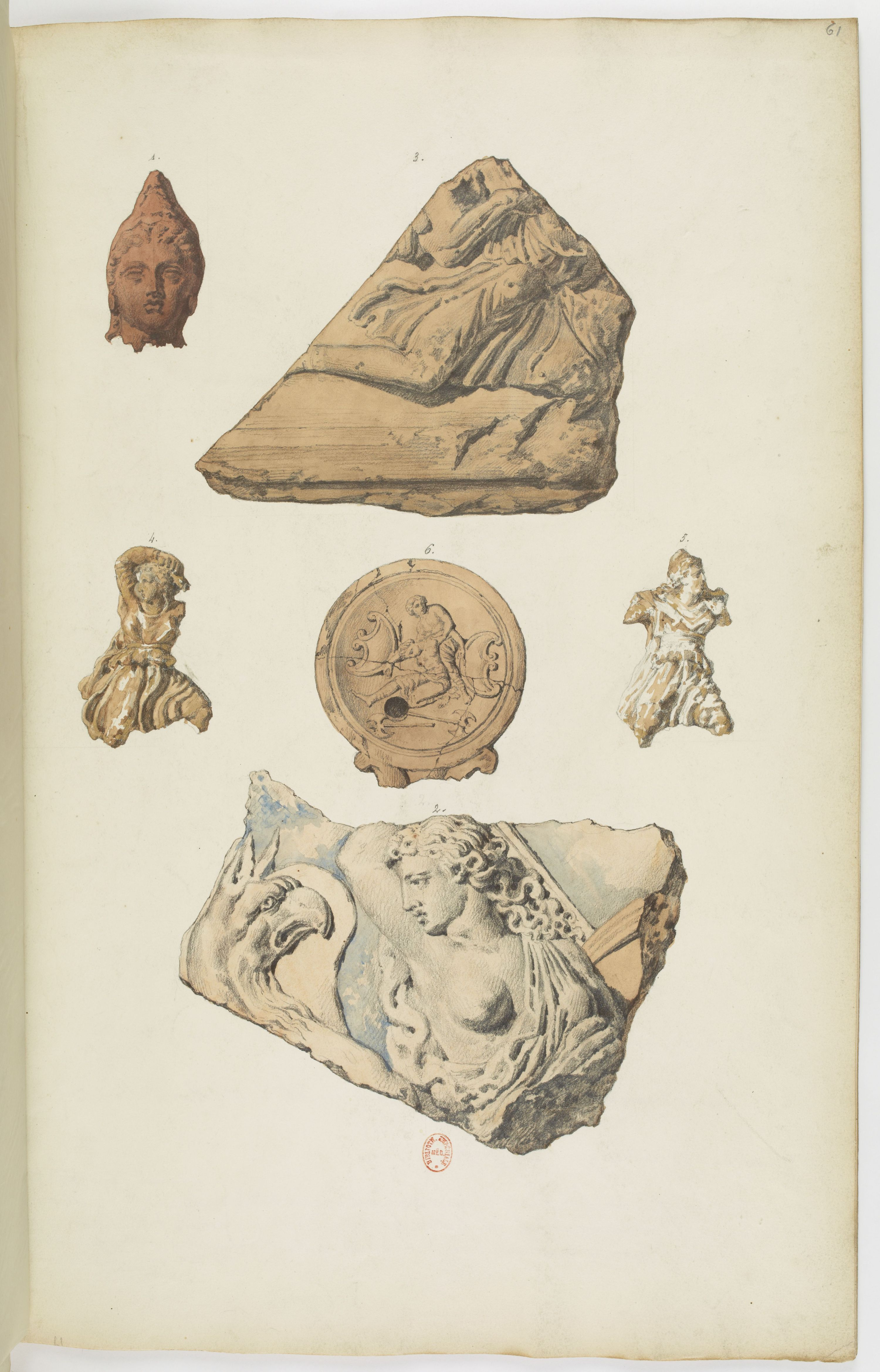
Том 2, лист 61. Амазономахия
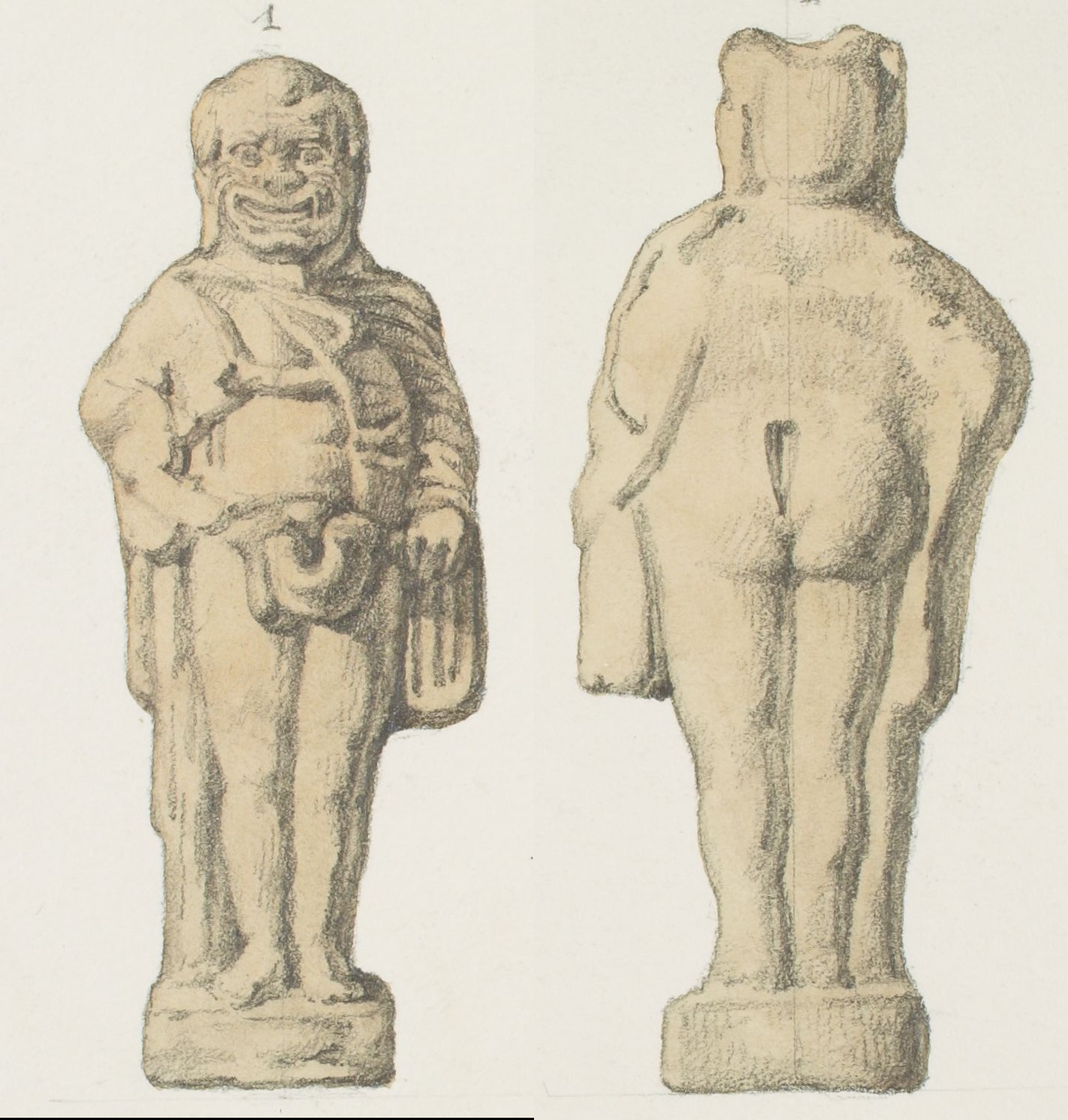
Том 4, лист 86 (фрагмент). Обнажённый комический актёр
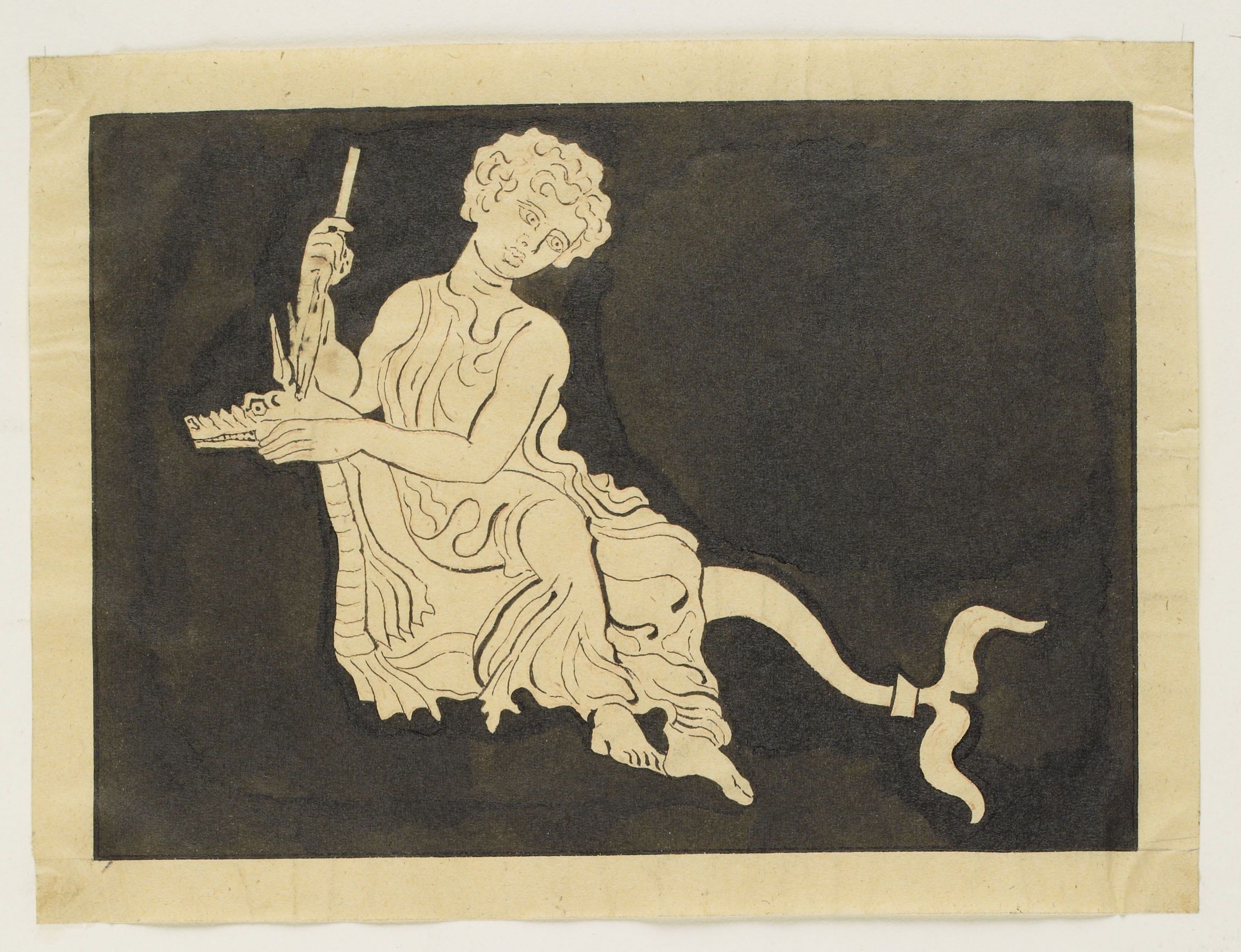
Том 2, лист 15 (фрагмент). Нереида
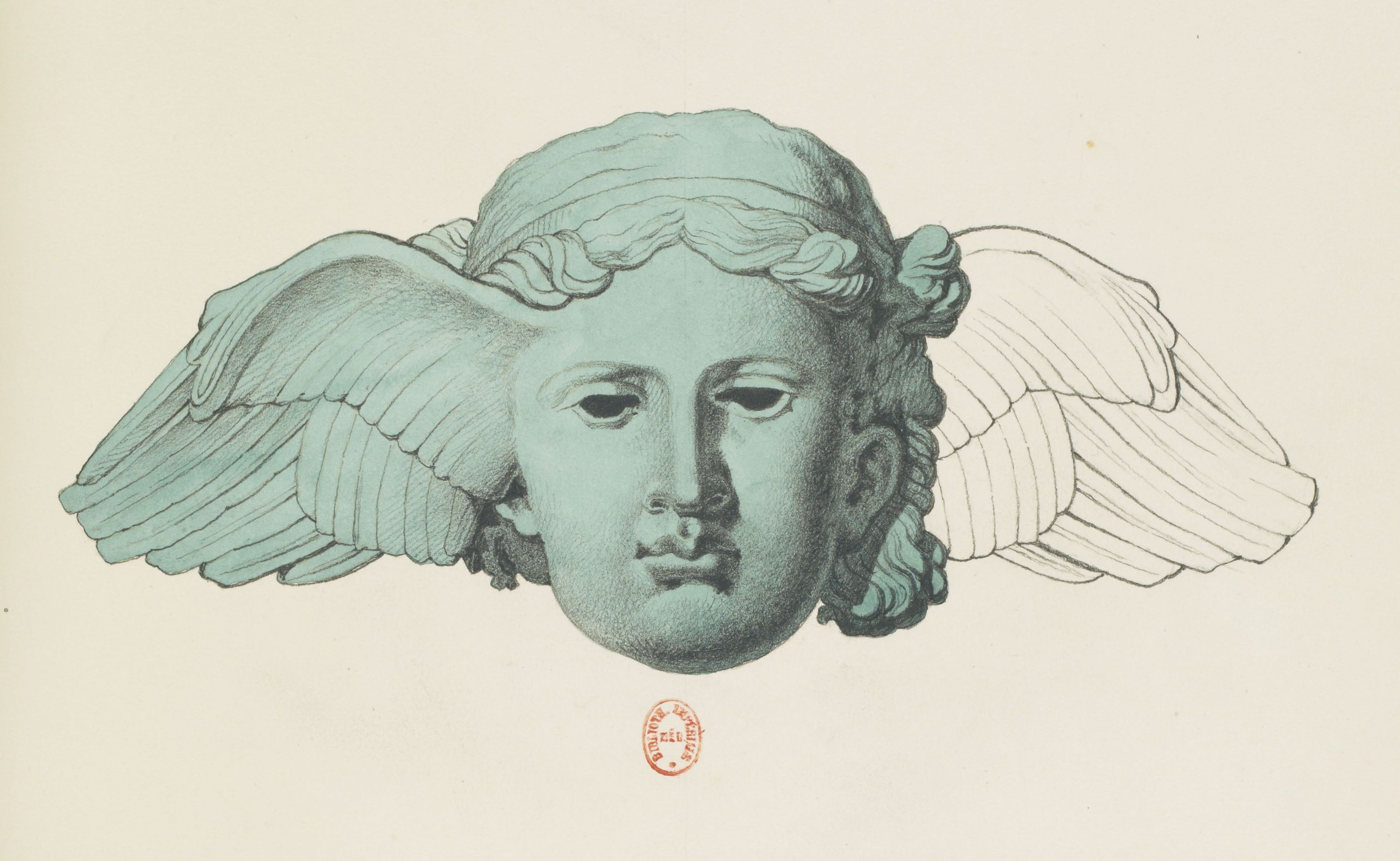
Том 2, лист 45 (фрагмент). Голова Гипноса